# Maljuk
Maljuk (Ukrainisch: Малюк deutsch: Knirps, Kleinkind, Baby) ist ein Bullpup-Sturmgewehr des ukrainischen Waffenherstellers Interproinvest (IPI) aus Kiew. Im Wesentlichen handelt es sich um eine modifizierte AKM in Bullpup-Konfiguration und soll als Grundlage einer Waffenfamilie dienen.

## Geschichte
Nach Angaben des stellvertretenden Geschäftsführers von IPI, Serhiy Luhovskoy, begann die Entwicklung des Maljuk im Jahr 2005. Sie basiert auf einem früheren Versuch für ein Sturmgewehr, bekannt als Vepr., und einem Auftrag des Sicherheitsdienstes der Ukraine mit Prototyp-Gewehren, die bereitgestellt wurden, bevor das ukrainische Verteidigungsministerium im Jahr 2008 Anfragen stellte. Im Februar 2015 erfolgte eine Rückmeldung durch den damaligen Präsidenten Petro Poroschenko und das Ministerium für Staatssicherheit. Die Produktion erfolgte in Zusammenarbeit mit der Electron Corporation in ihrer Fabrik in Krasyliv.
Das Maljuk wurde erstmals 2015 auf der Arms & Security Expo in Kiew vorgestellt. Auf der International Defence Industry Fair im Mai 2015 in Istanbul und auf der Azerbaijan International Defence Exhibition im September 2016 in Baku wurde das Gewehr erstmals außerhalb der Ukraine der Öffentlichkeit präsentiert. Die Waffe wurde in Indonesien und Sri Lanka für potenzielle Exportaufträge vorgeführt.
Im Jahr 2016 wurde bekannt gegeben, dass 200 Maljuks an die ukrainische Armee geliefert wurden. Im selben Jahr wurden mit der ukrainischen Armee begrenzte Feldversuche mit dem Maljuk durchgeführt.
Das Maljuk wird während der russischen Invasion in der Ukraine 2022 von ukrainischen Spezialeinheiten (SSO), der ukrainischen Nationalgarde, einschließlich des Regiments Asow, und der Sondereinheit Rapid Operational Response Unit (KORD) der Nationalen Polizei der Ukraine eingesetzt.
Wie viele Waffen bis Kriegsbeginn ausgeliefert wurden und ob sie immer noch produziert werden, ist unklar.

## Technik
Grundsätzlich ist die Maljuk eine AKM bzw. AK-74 und unterscheidet sich auch nicht in ihrer Funktion von dieser Kalaschnikow-Variante. Selbst die Lauflänge ist die gleiche. Dadurch können diverse Anbauteile einfach ausgetauscht werden. Die meisten Standardmagazine für die AKM funktionieren, die Trommelmagazine jedoch nicht. Die effektive Reichweite wird vom Hersteller mit 500 Meter angegeben, tatsächlich dürfte sie aber nicht größer als die einer normalen AKM sein.
Für die Maljuk soll es auch einen Unterlauf-Granatwerfer geben. Ob dieser existiert bzw. ob ein GP-30 montiert werden kann, ist nicht bekannt. An dem Vorgänger, der Vepr, war dies jedoch möglich.

## Modellvarianten

### Maljuk K-01/K-02
Die zivile Variante der Maljuk wird als K-01 im Kaliber 7,62 × 39 mm und als K-02 im Kaliber 5,45 × 39 mm als halbautomatisches Jagdgewehr angeboten. Es wird mit einem Magazin für zehn Patronen ausgeliefert.

### Shepit
Die Shepit (Ukr.: ШЕПІТ, deutsch Flüstern, Geflüster) ist die DMR-Version des Maljuk. Die einzigen Unterschiede sind der standardmäßige Schalldämpfer und die verlängerte Picatinny-Schiene des Handschutzes zur Aufnahme eines Zweibeins. Mit Unterschallmunition soll es laut Hersteller möglich sein, Ziele bis 250 m zu bekämpfen.

### Riff-P
Das Riff-P basiert auf dem Maljuk. Es ist ein System zur Abwehr kleinerer Drohnen (SUA, MAV). Es gibt drei verschiedenen Varianten, wobei nur die Riff-P mit der Maljuk technisch verwandt ist. Mit dem Riff-P können Drohen bis zu einer Reichweite von 1,5 km abgewehrt werden. Das System wiegt insgesamt 6 kg.